# 博洛泰什蒂鄉
45°50′N 27°04′E / 45.833°N 27.067°E
博洛泰什蒂鄉（羅馬尼亞語：Comuna Bolotești, Vrancea），是羅馬尼亞的鄉份，位於該國東部，由弗朗恰縣負責管轄，面積96平方公里，海拔高度144米，2002年人口4,834，人口密度每平方公里50人。